# حنیفه
حنیفه (به لاتین: Hənifə، آواری: ХIанапилросу) یک منطقه مسکونی در جمهوری آذربایجان است که در شهرستان بالاکن واقع شده‌است. حنیفه ۵۵۷۱ نفر جمعیت دارد.